# Chagaj Lewi
Chagaj Lewi, Hagai Levi (ur. 1963 w Sza’alwim) – izraelski reżyser filmowy i telewizyjny, scenarzysta, montażysta, producent i krytyk.
Lewi jest prawdopodobnie najbardziej znany za stworzenie, reżyserię i produkcję telewizyjnego serialu BeTipul oraz amerykańskiej adaptacji dramatu. Wraz z Nirem Bergmanem zdobył nagrodę Izraelskiej Akademii Filmowej za najlepszą reżyserię za pierwszy sezon serialu BeTipul.

## Dorobek artystyczny

### Aktor
- Shabatot VeHagim
  - Hadesh Yamecha (2000) – Hazzan

### Reżyser
- Terapia (2009) 1 odcinek
- BeTipul (2005-08) 34 odcinki
- Bchora (2002)
- 101 (2002)
- 'Sheleg B'Ogust (1993)

### Scenarzysta
- Terapia (2008) 23 odcinki
- BeTipul (2005 – 2008) 48 odcinków
- Shabatot VeHagim (2000 – 2003) 4 odcinki
- Bchora (2002)
- Sheleg B'Ogust (1993)

### Montażysta
- Betipul (2005-08)
- Lechayey Ha'ahava (2001)

### Producent
- Terapia (43 odcinki, 2008)
- BeTipul (45 odcinków, 2005)
- Ahava Me'ever Lapina (2003)
- Aviv (2003)
- Bchora (2002)
- Tomer Ve-Hasrutim (2001)
- Achoti (2000)
- Ba’al Ba’al Lew (1997)
- Garger al Haris (1997)
- Sheleg B'Ogust (1993)